# There Is a Hell, Believe Me I’ve Seen It. There Is a Heaven, Let’s Keep It a Secret
There Is a Hell Believe Me I’ve Seen It. There Is a Heaven Let’s Keep It a Secret — третий студийный альбом британской металкор-группы Bring Me the Horizon, вышедший 4 октября 2010 года в Великобритании и в большинстве европейских стран и 5 октября 2010 года — в США. Название альбома взято из текста первого трека «Crucify Me», в припеве которого прямым текстом поётся «Ад существует, поверь, я его видел. Рай существует, пусть это останется секретом» (англ. There is a hell, believe me I’ve seen it. There is a heaven, let’s keep it a secret). Несмотря на достижение номера 1 в чартах Австралии, 3600 продаж, которых они добились там, являются худшим результатом за всю историю среди лидеров ARIA Charts. 20 200 копий были проданы в США в дебютную неделю, что делает альбом самым быстро продаваемым в истории группы.

## Об альбоме
Диск значительно превосходит предыдущие релизы, отклоняясь от стиля дэткор. Группа начинает экспериментировать, придавая композициям элементы пост-хардкора, используя мелодик- и эмбиент-вставки, электронные и симфонические семплы, чистый вокал (над которым работали гости Lights и Josh Franceschi из You Me at Six), а также нетрадиционный для группы хор. Этот альбом также отличается более сложным и структурированным подходом к написанию песен, в отличие от Suicide Season. Эти изменения были очень хорошо встречены критиками, однако мнения фанатов разделились.

## Происхождение и запись
Завершив большую часть своей работы в Шотландии, группа отправилась в студию IF в Швеции в марте и работала с продюсером Фредриком Нордстремом, чтобы закончить запись большей части альбома к июню. В то время группа находилась под влиянием многих других музыкальных жанров, помимо металла и рассматривала возможность изменения своего подхода к написанию песен.
Задержки привели к тому, что группа отстала от запланированного графика записи в IF Studios. Незадолго до того, как группа отправилась в свой тур Warped, они записали шесть вокальных треков для альбома в течение трёх дней в Лос-Анджелесе. Первоначально они хотели, чтобы Люси Конрой из инди-поп группы Lucy and the Caterpillar спела в альбоме, но её вклад не был включён. Когда группа была в Лос-Анджелесе, они узнали, что певица Лайтс находится в том же городе, и попросили её записаться с ними, что она и сделала.

## Влияние, стиль и темы
Как и предыдущая работа группы, There Is a Hell... в первую очередь считается металкором. Bring Me the Horizon обычно используют в своей музыке технические гитарные риффы, мрачные тексты, тяжёлые брейкдауны и скриминг. Альбом развивает экспериментальные, электронные тенденции группы, беря их оригинальное звучание и наполняя его женским вокалом, хоровым вокалом, оркестровыми звуками, эмоциональными гитарами и "резкой" электроникой. Альбом также сочетает в себе эстетику электроники, классики, поп-музыки, классического рока, психоделии, хардкор-панка и прогрессивного металла. В своём обзоре альбома Metal Hammer написал, что на альбом повлияли работы The Red Chord, Killswitch Engage и Pink Floyd.
Вступительный трек альбома, "Crucify Me", имеет вокал по Лайтс и акустическую концовку. "It Never Ends" - это сочетание "массивных стен струнного оркестра и Killswitch Engage". "Don't Go" начинается с тонких струнных инструментов и гитар и отличается своей эмоциональной. "Home Sweet Hole" и "Alligator Blood" напоминают звучание более раннего альбома группы Suicide Season. "Visions"-это "просторные гитарные пространства постхардкорного звучания Isis", смешанные с бикдауном и запоминающимся припевом. Электронный исполнитель Skrillex представлен на Visions, поющий чистый бэк-вокал во время припева. "Blacklist" и "Memorial" дают передышку от ярости альбома. В то время как первый обладает звучанием панк-рока, второй является инструментальным. По словам рецензента Дрю Берингера, песни "It Never Ends" и "Blessed with a Curse" звучно отдают дань уважения названию альбома и показывают контраст между Раем и Адом. "Blessed with a Curse" имеет звук, который был назван "сдержанным пост-роком".
Текст альбома  повествует о том, как человек борется со своим внутренним смятением. Он был описан как почти концептуальный для Сайкса; в анонсе альбома от Epitaph говорилось, что он "ярко исследует коллективную добрую природу человечества". Группа рассматривала лирические темы альбома как последствия тем второго альбома группы.  Мэтт Николлс описал тексты Сайкса как более мрачные, чем музыка в предыдущих альбомах. Когда его спросили о текстах песен, Сайкс сказал: "Все дело во мне. Все, что я пишу, носит личный характер. И все это очень честно... Это то, о чем я не говорю с людьми. Но когда я прикладываю ручку к бумаге, это намного проще." Когда Сайкс прокомментировал интерпретацию людьми текстов песен альбома, он сказал: "Люди могут думать, что знают, о чем я пою, но это не так. Они не делали того, что делал я. Но я хочу, чтобы люди могли применить это к себе".

## Продвижение и выпуск
Альбом начал транслироваться на странице группы на Myspace 28 сентября 2010 года, перед его выпуском. Альбом был выпущен в Соединённом Королевстве 4 октября 2010 года лейблом Visible Noise, а на следующий день лейблом Epitaph Records в Соединённых Штатах и Канаде. There Is a Hell... сопровождался предварительный трейлер альбома, который был опубликован на YouTube-канале Epitaph Records. 30-секундный сэмпл первого сингла "It Never Ends" был выпущен 20 августа. Музыкальное видео режиссёра Якоба Принцлау было выпущено в связи с выпуском сингла. Сингл занял 3-е место в UK Rock Chart, 11-е место в UK Indie Chart и 103-е место в основном UK Singles Chart, и все это в течение первой недели продаж. 14 сентября песня "Fuck" была выпущена на страницах группы Myspace, PureVolume и Facebook, а также на YouTube-канале Visible Noise и странице SoundCloud Epitaph Records. Вскоре после выхода альбома, 7 декабря, группа выпустила клип на песню "Anthem". В 2011 году группа продолжила продвигать альбом с помощью музыкальных клипов. В конце марта они выпустили клип на сингл "Blessed with a Curse", который нигде не попал в чарты. Музыкальное видео было снято в Осло. NME описал его как "серию художественных портретов группы, смешанных с тревожным повествованием". В конце августа было выпущено четвёртое музыкальное видео "Visions", а заключительное музыкальное видео из альбома "Alligator Blood" было выпущено 31 октября того же года.

## Список композиций
Все тексты написаны Оливером Сайксом, вся музыка написана группой Bring Me the Horizon.
| №                   | Название                                                  | Длительность |
| ------------------- | --------------------------------------------------------- | ------------ |
| 1.                  | «Crucify Me» (feat. Lights)                               | 6:20         |
| 2.                  | «Anthem»                                                  | 4:50         |
| 3.                  | «It Never Ends »                                          | 4:34         |
| 4.                  | «Fuck» (feat. Джош Франчески из You Me at Six)            | 4:55         |
| 5.                  | «Don't Go» (feat. Lights)                                 | 4:58         |
| 6.                  | «Home Sweet Hole»                                         | 4:38         |
| 7.                  | «Alligator Blood»                                         | 4:02         |
| 8.                  | «Visions»                                                 | 4:09         |
| 9.                  | «Blacklist»                                               | 4:00         |
| 10.                 | «Memorial» (инструментальная композиция)                  | 3:10         |
| 11.                 | «Blessed with a Curse»                                    | 5:08         |
| 12.                 | «The Fox and the Wolf» (feat. Джош Скогин из The Chariot) | 1:43         |
| Общая длительность: | Общая длительность:                                       | 52:57        |

## Участники записи
Bring Me The Horizon
- Оливер Сайкс — вокал, клавишные, программирование
- Ли Малиа — соло-гитара
- Мэтт Кин — бас-гитара
- Мэтт Николс — ударные
- Джона Вайнхофен — ритм-гитара, клавишные, программирование, бэк-вокал

Персонал студии Fredman
- Фредрик Нордстрём - производство, микширование, мастеринг
- Хенрик Удд - производство, микширование, мастеринг
- Энди Хейбол - помощник инженера

Персонал студии Sunset Lodge
- Крис Рэйкстроу - дополнительная запись и запись вокала

Дополнительный персонал
- Skrillex - программирование, вокал на треке 8
- Джейми Коссофф и Джон Кортни - дополнительный вокал и производство
- Мэтт О'Грэди - вокальное производство/инжиниринг Джоша Франчески
- Lights - дополнительный вокал на дорожках 1 и 5
- Калео Джеймс - бэк-вокал на треке 4
- Анна Мария Энберг - дополнительный вокал на треке 1
- Элин Энберг - дополнительный вокал на треке 1
- The Fredman Choristers - дополнительный вокал на треках 1 и 3
- Джош Франчески - чистый вокал на треке 4
- Джош Скогин - дополнительный вокал на треке 12
- Якоб Принтцлау (aka Plastic Kid) - дизайн и концепция
- Майкл Фальгрен - фотоискусство